# Albert Buunk
Albert Buunk (Zelhem, 20 mei 1924 – Hummelo, 29 januari 2025) was een Nederlands ambtenaar en (waarnemend) burgemeester van het CDA.
Hij was geboren als boerenzoon op boerderij De Pol in Zelhem en was vanaf 1942 werkzaam bij de gemeenten Doetinchem, Zelhem, Lochem en Olst. Begin 1967 maakte hij de overstap naar de provinciale griffie van Gelderland. Op 1 januari 1981 werd hij de directeur van de dienst Gemeentefinanciën bij de provincie Gelderland en in mei van dat jaar werd Buunk benoemd tot waarnemend burgemeester van de gemeente Valburg. Midden 1985 ging hij daar vervroegd met pensioen.
Buunk werd in mei 2024 100 jaar oud en overleed op 29 januari 2025.